# Grevillea bedggoodiana
Grevillea bedggoodiana,  es una especie de arbusto  del gran género  Grevillea perteneciente a la familia  Proteaceae. Es originaria de Victoria, Australia. Está estrechamente relacionada con Grevillea obtecta y Grevillea aquifolium. 

## Descripción
Es un arbusto postrado de 0,5 metros de altura. Las flores aparecen entre octubre y noviembre (mediados de primavera hasta finales de la primavera) en su área de distribución natural. Estos tienen perigonio de color verde a rosa y estilos que son verde-rosa pálidos.

## Distribución y hábitat
G. bedggoodiana ocurre en los bosques de eucaliptos entre Enfield y Smythesdale. La especie está clasificada como "vulnerable" en la protección del medio ambiente y la Ley de Conservación de la Biodiversidad , "amenazada" en Victoria.

## Taxonomía
Grevillea bedggoodiana  fue descrita por J.H.Willis ex McGill. y publicado en New Names Grevillea 3. 1986.
Etimología
Grevillea, el nombre del género fue nombrado en honor de Charles Francis Greville, cofundador de la Royal Horticultural Society.
bedggoodiana, el epíteto otorgado en honor de  Stella Bedggood (1916-1978) un miembro del Ballarat Field Naturalists' Club.